# Rhizorhagium sarsii
Rhizorhagium sarsii är en nässeldjursart som först beskrevs av Bonnevie 1898.  Rhizorhagium sarsii ingår i släktet Rhizorhagium och familjen Bougainvilliidae. Arten har ej påträffats i Sverige. Inga underarter finns listade i Catalogue of Life.